# 재지사족
재지사족(在地士族)은 조선의 지방에서 활동하던 지배 계층 집단을 가리킨다.

## 내용
재지사족은 지방의 지배 세력으로 한양에서 관직을 하다가 정치적 변혁기를 거쳐서 본향(本鄕)으로 낙향한 가문을 뜻한다. 16세기부터 지방 사회에 지주로서 정치적, 경제적, 학문적 기반을 닦았으며, 지방 사회의 권력을 장악하며 지방 체제를 지배했다. 향약(鄕約)·동약(洞約)·동계(洞契) 등의 단체를 운영하면서 지방의 지배력을 강화했다. 현대의 지방 정치인과 지방 학자로 치환되는 특권층 집단으로 일본에서는 이들을 한국의 지방 호족(地方 豪族)이라고 불렀다.

## 본관
대표적인 재지사족 성씨로는 선산 김씨(善山 金氏), 신 안동 김씨(新 安東 金氏) 안동파(安東派), 안동 권씨(安東權氏) 안동파(安東派), 의성 김씨(義城金氏) 안동파(安東派), 풍산 류씨(豊山柳氏) 하회파(河回派), 광산 김씨(光山金氏) 예안파(禮安派), 진주 하씨(晋州河氏) 안동파(安東派), 영천 이씨(永川李氏) 예안파(禮安派), 봉화 금씨(奉化琴氏) 예안파(禮安派), 재령 이씨(載寧李氏) 영해파(寧海派), 경주 이씨(慶州 李氏), 청주 정씨(淸州鄭氏) 영남파(嶺南派), 전주 류씨(全州柳氏) 안동파(安東派), 예천 권씨(醴泉權氏), 풍양 조씨(豊壤趙氏) 상주파(尙州派), 창녕 조씨(昌寧曺氏) 등이 있다.